# الجهاد في سبيل الله (كتاب)
الجهاد في سبيل الله، هو كتاب لأبي الأعلى المودودي. ألفه سنة (1347 هـ = 1928م) وكان سبب تأليفه لهذا الكتاب أن غاندي نقل عنه قوله بأن الإسلام انتشر بحد السيف. وخطب الإمام "محمد علي الجوهري" خطبة في الجامع الكبير بدلهي، وصدح بقولته: "ليت رجلا من المسلمين يقوم للرد"؛ فأراد المودودي أن يرد عليه، فأخذ يبحث، ويطالع تاريخ الحروب عند جميع الشعوب قديمًا وحديثًا. وكتب حلقات متواصلة في جريدة الجمعية، ثم صدرت في كتاب عام 1928م وكان الدكتور "محمد إقبال" ينصح دائمًا الشباب المسلمين باقتناء هذا الكتاب، وكان تأليف هذا الكتاب نقطة تحول كبيرة للمودودي.